# Moe Chronicle
Moe Chronicle, comunemente conosciuto in Giappone come Genkai Tokki Moero Chronicle (限界凸記 モエロクロニクル?, Genkai Tokki Moero Kuronikuru), è un GDR dall'impostazione dungeon crawler sviluppato da Compile Heart per console PlayStation Vita. Si tratta del secondo gioco della serie Genkai Tokki, preceduto da Monster Monpiece e seguito dal sequel Moero Crystal e Genaki Tokki: Seven Pirates. Moe Chronicle è stato pubblicato il 15 maggio 2014 mentre una versione con sottotitoli in cinese e inglese per il mercato asiatico è stata pubblicata da Sony Computer Entertainment circa un anno dopo, il 5 maggio 2015. Successivamente è arrivata anche una versione per Steam con sottotitoli in inglese, giapponese e cinese, il 16 agosto 2017, dal nome Moero Chronicle. Il 26 aprile 2019, il gioco è stato pubblicato con il titolo Moero Chronicle Hyper (限界凸記 モエロクロニクル H?, Genkai Tokki Moero Kuronikuru Haipā) sulla console Nintendo Switch.

## Trama
Il giocatore veste i panni di Io, un ragazzo ordinario di buon cuore. Il capo del villaggio in cui vive, però, lo costringe ad avventurarsi per il mondo e salvarlo dal disastro. Nonostante Io sia ambizioso ha paura di parlare con le ragazze poiché potrebbero etichettarlo come un pervertito. All'inizio del gioco le monster girl hanno iniziato a divenire ostili nei confronti degli esseri umani a causa di una monster girl leggendaria. Tra gli altri personaggi ci sono Lilia, amica d'infanzia di Io, una monster girl dalle sembianze di gatto chiamata Leche, Koko, e la mascotte del gioco Otton.

### Altri personaggi
- Coco: Una monster girl di origini sconosciute.

- Latte: Capo della prima area di Monstopia.

- Calypso: Monster girl di tipo sahagin.

- Typica: Monster girl di tipo mandragora.

- Airi: Monster girl di tipo medusa.

- Mocha: Monster girl di tipo succube.

- Matari: Monster girl di tipo golem.

- Ranju: Monster girl di tipo yuki onna.

## Modalità di gioco
Il titolo è un dungeon crawler dove il giocatore deve esplorare mappe e combattere nemici. I combattimenti sono a turno come nei classici GDR ma è necessario colpire parti specifiche delle Monster Girl per far sì che perdano i propri vestiti. Al termine della battaglia il giocatore deve strofinare la monster girl, sfruttando i comandi touch di PlayStation Vita o lo schermo di Nintendo Switch per far sì che si uniscano al proprio gruppo e combattano per loro. Al posto delle armature è necessario acquisire intimo femminile con il quale vestire le monster girl e aumentare le loro statistiche di attacco, difesa e abilità speciali.
Ulteriore modalità di gioco è quella che simula una visual novel, dove il protagonista può visitare le stanze delle monster girl e parlare con loro per stabilire un legame affettivo con regali ed eventualmente sbloccare contenuti aggiuntivi.

## Sviluppo
Il gioco è stato annunciato nel dicembre 2013 tramite la rivista Dengeki Playstation. Doveva inizialmente essere pubblicato il 24 aprile 2014 in Giappone ma in seguito a dei ritardi è stato posticipato al 15 maggio. Il character design è di Katsuyuki Hirano, che ha lavorato anche a Record of Agarest War. Il gioco è diretto da Makoto Kitano e prodotto da Norihisa Kochiwa. Come Monster Monpiece, Moe Chronicle presenta creature mitologiche immaginate come monster girl. Moe Chronicle è stato pubblicato in Asia il 5 maggio 2015; la localizzazione disponibile presentava sottotitoli in cinese e inglese senza alcun contenuto censurato. Il rating della versione asiatica è R-18+ ed è disponibile anche in formato fisico.

## Accoglienza
Famitsū ha dato alla versione giapponese di Moe Chronicle un punteggio di 31/40. La disponibilità è stata limitata nella prima settimana e ha registrato un tutto venduto in poco tempo nonostante le 50 000 copie distribuite in tutto il Paese. Nella settimana di lancio si è classificato come secondo videogioco più venduto, preceduto solo da The Idolmaster One For All.
Operation Rainfall ha assegnato a Moe Chronicle un punteggio di 3,5 stelle su 5, elogiando la musica, il design e i contenuti ecchi ma ha criticato il gameplay per la mancanza di profondità.